# Surin Khong Chee Mool FC
Der Surin Khong Chee Mool Football Club ist ein thailändischer Fußballverein aus Surin, der in der Thai League 3 (North/Eastern Region), der dritthöchsten thailändischen Spielklasse spielt.

## Geschichte
Der Verein wurde 2010 als Khong Chee Mool gegründet. 2017 wurden der Surin Sugar United und Khong Chee Mool zusammengeführt und es entstand der Vereinsname Surin Sugar Khong Chee Mool FC. Nachdem der Zuckerhersteller Ende 2019 seinen Rückzug bekannt gegeben hatte, wurde der Verein in Surin Khong Chee Mool FC umbenannt. 2017 spielte der Verein in der Thailand Amateur League. Hier wurde man erster der Lower North/Eastern Region. Ende des Jahres stieg Surin in die vierte Liga, die Thai League 4 auf. Hier trat man in der North/Eastern Region an. Im ersten Jahr belegte Surin einen achten Tabellenplatz. 2019 wurde man Tabellensechster. Nachdem die vierte Liga im März 2020 aufgrund der COVID-19-Pandemie abgebrochen wurde, und der thailändische Verband die Thai League 4 und die Thai League 3 während der Pause zusammenlegte, startete der Verein bei Wiederaufnahme des Spielbetriebes in der Thai League 3. Hier trat man wieder in der North/Eastern Region an.

### Namensänderungen
- 2010: Gründung als Khong Chee Mool
- 2017: Umbenennung in Surin Sugar Khong Chee Mool FC
- 2020: Umbenennung in Surin Khong Chee Mool FC

## Stadion
Seine Heimspiele trägt der Verein im Isan-Stadion der Rajamangala University of Technology Surin-Campus in Surin aus. Das Stadion hat ein Fassungsvermögen von 3000 Personen. Eigentümer der Sportanlage ist die Rajamagala University Of Technology.

## Aktueller Kader
Stand: 1. Februar 2025
| Nr. |          | Position | Name                 |
| --- | -------- | -------- | -------------------- |
| 1   | Thailand | TW       | Montree Norsoongneon |
| 2   | Thailand | AB       | Sinsamoot Kunsornnan |
| 3   | Thailand | AB       | Surawut Tarnparsert  |
| 4   | Thailand | AB       | Warawut Chariphai    |
| 5   | Thailand | MF       | Praphas Rattanadee   |
| 6   | Thailand | MF       | Nantawat Nunaram     |
| 7   | Thailand | MF       | Chayapon Udornpan    |
| 8   | Thailand | MF       | Wichit Duangdee      |
| 9   | Thailand | ST       | Tirawut Thiwato      |
| 10  | Thailand | MF       | Apiwat Chuenban      |
| 11  | Thailand | TW       | Naphat Kongjandee    |
| 14  | Thailand | MF       | Poosit Sukreum       |
| 15  | Thailand | MF       | Teetawat Chaiya      |
| 16  | Thailand | MF       | Natipong Sriphet     |
| 17  | Thailand | AB       | Arnupap Krasoonram   |
| 18  | Thailand | TW       | Sutthithanin Yotdam  |

| Nr. |          | Position | Name                    |
| --- | -------- | -------- | ----------------------- |
| 20  | Thailand | TW       | Supanat Buransee        |
| 21  | Thailand | MF       | Pheerawas Phunchai      |
| 23  | Thailand | MF       | Wongsathon Silakul      |
| 25  | Ghana    | MF       | Prince Boadu            |
| 29  | Thailand | ST       | Pannawat Wichaiyo       |
| 30  | Thailand | AB       | Katakon Setsri          |
| 33  | Thailand | AB       | Methee Sornjitt         |
| 40  | Nigeria  | AB       | Riliwan Omolaja Okedara |
| 56  | Thailand | MF       | Phakhathon Phosri       |
| 66  | Thailand | MF       | Wianchai Sorawan        |
| 69  | Thailand | AB       | Sirawit Chaiya          |
| 74  | Thailand | AB       | Songyot Boonkhueang     |
| 77  | Thailand | ST       | Varavut Deemak          |
| 90  | Kamerun  | ST       | Emmanuel Tengemo        |
| 91  | Thailand | AB       | Supakorn Prasongdee     |

## Saisonplatzierung
| Saison                         | Liga                                       | Liga                           | Liga                           | Liga                           | Liga                           | Liga                           | Liga                           | Liga                           | Liga                           | Pokal                          | Pokal                          | Pokal                          |
| Saison                         | Liga                                       | Level                          | Spiele                         | S                              | U                              | N                              | Tore                           | Punkte                         | Position                       | FA Cup                         | League Cup                     | T3 Cup                         |
| Surin Sugar Khong Chee Mool FC | Surin Sugar Khong Chee Mool FC             | Surin Sugar Khong Chee Mool FC | Surin Sugar Khong Chee Mool FC | Surin Sugar Khong Chee Mool FC | Surin Sugar Khong Chee Mool FC | Surin Sugar Khong Chee Mool FC | Surin Sugar Khong Chee Mool FC | Surin Sugar Khong Chee Mool FC | Surin Sugar Khong Chee Mool FC | Surin Sugar Khong Chee Mool FC | Surin Sugar Khong Chee Mool FC | Surin Sugar Khong Chee Mool FC |
| ------------------------------ | ------------------------------------------ | ------------------------------ | ------------------------------ | ------------------------------ | ------------------------------ | ------------------------------ | ------------------------------ | ------------------------------ | ------------------------------ | ------------------------------ | ------------------------------ | ------------------------------ |
| 2017                           | Thailand Amateur League – Lower North/East | 5                              | 5                              | 3                              | 1                              | 1                              | 17:8                           | 10                             | 1. ▲                           | –                              | –                              |                                |
| 2018                           | Thai League 4 – North/East                 | 4                              | 26                             | 9                              | 7                              | 10                             | 45:53                          | 34                             | 8.                             | –                              | –                              |                                |
| 2019                           | Thai League 4 – North/East                 | 4                              | 24                             | 7                              | 11                             | 6                              | 33:27                          | 32                             | 6.                             | –                              | –                              |                                |
| Surin Khong Chee Mool FC       |                                            |                                |                                |                                |                                |                                |                                |                                |                                |                                |                                |                                |
| 2020                           | Thai League 4 – North/East                 | 4                              | 2                              | 2                              | 0                              | 0                              | 5:3                            | 6                              | 2.                             |                                |                                |                                |
| 2020/21                        | Thai League 3 – North/East                 | 3                              | 16                             | 6                              | 3                              | 7                              | 25:33                          | 21                             | 7.                             | –                              | –                              |                                |
| 2021/22                        | Thai League 3 – North/East                 | 3                              | 24                             | 1                              | 8                              | 15                             | 22:57                          | 11                             | 12.                            | –                              | 2. Qualifikationsrunde         |                                |
| 2022/23                        | Thai League 3 – North/East                 | 3                              | 24                             | 4                              | 4                              | 16                             | 25:48                          | 16                             | 12.                            | 3. Runde                       | 2. Qualifikationsrunde         |                                |
| 2023/24                        | Thai League 3 – North/East                 | 3                              | 24                             | 3                              | 3                              | 18                             | 20:85                          | 12                             | 12.                            | –                              | 2. Qualifikationsrunde         | 1. Runde                       |
| 2024/25                        | Thai League 3 – North/East                 | 3                              | 20                             | 5                              | 3                              | 12                             | 23:21                          | 18                             | 10.                            | 1. Runde                       | Play-off-Spiele                | Gruppenphase                   |

| Abbruch nach dem zweiten Spieltag aufgrund der COVID-19-Pandemie |

## Beste Torschützen seit 2018
| Saison  | Name                  | Tore |
| ------- | --------------------- | ---- |
| 2018    | Tirawut Tiwato        | 13   |
| 2019    | Miyake Kyohei         | 7    |
| 2020/21 | Apiwat Chuenban       | 9    |
| 2021/22 | Sarawut Wanpriangthaw | 5    |
| 2022/23 |                       |      |